# 砷钙镁石
砷鈷鎂石（英語：adelite）是一種鈣、鎂、砷酸鹽，化學式為CaMgAsO
4(OH)。與含釩礦物釩砷鈷鎂石（Gottlobite）形成固溶體系列。砷鈷鎂石中的鎂能被各種過渡金屬取代，鈣被鉛取代，因而在砷鈷鎂石－砷铜铅矿（duftite）礦物組中形成各種類似礦物。
砷鈷鎂石屬正交晶系，呈藍色、綠色、黃色和灰色等多色團塊狀晶體，莫氏硬度為5，比重為3.73至3.79。砷鈷鎂石於1891年在瑞典 Värmland首次被發現，其英文名稱名字來自希臘語，意思是模糊不清。

## 產狀與產地
已知砷鈷鎂石产于锰矿床中，与褐锰矿，黑锰矿等共生；也产于变质层状矿体锌矿石中硅锌矿-锌铁尖晶石的表面。產地有阿爾及利亞、德國、意大利、瑞典和美國。